# Cinzia Colaiacomo
Cinzia Colaiacomo (Roma, 14 marzo 1963) è una karateka italiana.

## Palmarès

### Individuale
- Europei:

1 (1994)

## Fonti
- Sito Ufficiale della Polizia di Stato [collegamento interrotto], su 74.125.77.132.
- Sito Ufficiale della FIJLKAM, su fijlkam.it.
- pagina Dedicata, su web.tiscali.it.
- articolo Karate Donna, su weekendcastelli.org. URL consultato il 17 febbraio 2009 (archiviato dall'url originale il 26 marzo 2009).